# Пам'ятки архітектури Локачинського району
Станом на 1 січня 2009 року у Локачинському районі Волинської області нараховується 19 пам'яток архітектури, з яких 7 — національного значення.
| № п/п                  | Найменування пам'ятки (матеріал)     | Адреса                 | Дата спорудження (автор) | Охор. № та № у комплексі | Дата і № рішення                                                   |
| Національного значення | Національного значення               | Національного значення | Національного значення   | Національного значення   | Національного значення                                             |
| ---------------------- | ------------------------------------ | ---------------------- | ------------------------ | ------------------------ | ------------------------------------------------------------------ |
|                        | Комплекс Михайлівської церкви (мур.) | с. Кисилин             | 1632-1677 рр.            | 89                       | Постанова Ради Міністрів УРСР від 24.08.63 № 970                   |
| 1                      | Михайлівська церква (мур.)           | с. Кисилин             | 1632-1677 рр.            | 89/1                     | -//-                                                               |
| 2                      | Дзвіниця (мур.)                      | с. Кисилин             | сер. 17 ст.              | 89/2                     | -//-                                                               |
| 3                      | Мур з брамою(мур.)                   | с. Кисилин             | сер. 17 ст.              | 89/3                     | -//-                                                               |
| 4                      | Лукинська церква (дер.)              | с. Сирнички            | 1788 р.                  | 144                      | -//-                                                               |
| 5                      | Михайлівська церква (мур.)           | с. Великий Окорськ     | 1787 р.                  | 1030/1                   | Постанова Ради Міністрів УРСР від 06.09.79 № 442                   |
| 6                      | Дзвіниця Михайлівської церкви        | с. Великий Окорськ     | кін. 18 ст.              | 1030/2                   | -//-                                                               |
| 7                      | Костел Святої Трійці (мур.)          | с. Затурці             | 1642 р.                  | 1031                     | -//-                                                               |
| Місцевого значення     |                                      |                        |                          |                          |                                                                    |
| 8                      | Миколаївська церква (дер.)           | смт. Локачі            | 1912 р.                  | 185-м                    | Рішення виконкому обласної ради від 03.04.92 № 76                  |
| 9                      | Каплиця церкви Преображення (мур.)   | смт. Локачі            | 18 ст.                   | 291-м                    | Розпорядження обласної державної адміністрації від 06.07.98. № 337 |
| 10                     | Церква Різдва Богородиці (мур.)      | с. Новий Загорів       | сер. 18 ст.              | 100-м                    | Рішення виконкому обласної ради від 27.08.90 № 187                 |
|                        | Комплекс монастиря кармелітів        | с. Кисилин             | 17-18 ст.                | 101-м                    | -//-                                                               |
| 11                     | Костел (мур.)                        | с. Кисилин             | 1691-1720 рр.            | 101-м/1                  | -//-                                                               |
| 12                     | Келії монастиря кармелітів (мур.)    | с. Кисилин             | 1691-1720 рр.            | 101-м/2                  | -//-                                                               |
| 13                     | Церква Різдва Богородиці (мур.)      | с. Губин               | 1900 р.                  | 180-м                    | Рішення виконкому обласної ради від 03.04.92 № 76                  |
| 14                     | Покровська церква (дер.)             | с. Дорогиничі          | 1825 р.                  | 181-м                    | -//-                                                               |
| 15                     | Палац родини Липинських (мур.)       | с. Затурці             | поч. 19 ст.              | 182-м                    | -//-                                                               |
| 16                     | Церква нерукотворного Спаса (мур.)   | с. Колпитів            | 1900 р.                  | 183-м                    | -//-                                                               |
| 17                     | Михайлівська церква (дер.)           | с. Линів               | 1873 р.                  | 184-м                    | -//-                                                               |
| 18                     | Миколаївська церква (дер.)           | с. Тумин               | 1900 р.                  | 186-м                    | -//-                                                               |
| 19                     | Онуфріївська церква (дер.)           | с. Хорів               | 1876 р.                  | 187-м                    | -//-                                                               |
|                        |                                      |                        |                          |                          |                                                                    |

## Джерело
- [Архівовано 9 листопада 2016 у Wayback Machine.] Пам'ятки Волинської області